# Bahnhof Norden
Der Bahnhof Norden ist ein Bahnhof des Personennah- und Fernverkehrs in der ostfriesischen Stadt Norden im Landkreis Aurich in Niedersachsen.

## Lage
Der 2007 neu gebaute Bahnhof befindet sich am östlichen Rand von Norden und ist ein Knotenpunkt, von dem man die umliegenden Küstenorte per Bus erreichen kann. Der Bahnhof ist ein Durchgangsbahnhof mit der Teilfunktion eines Endbahnhofes.

## Bedienung

### Fernverkehr
Im Fernverkehr wird der Bahnhof durch zwei IC-Linien und eine ICE-Linie bedient.
| Linie                       | Linienverlauf | Linienverlauf | Takt          |
| --------------------------- | --- | --- | ------------- |
| IC 35                       | Norddeich Mole – Norddeich – Norden – Emden – Leer (Ostfriesl) – Papenburg – Meppen – Lingen (Ems) – Rheine – Münster (Westf) – Recklinghausen – Oberhausen – Duisburg – Düsseldorf – Köln        | Norddeich Mole – Norddeich – Norden – Emden – Leer (Ostfriesl) – Papenburg – Meppen – Lingen (Ems) – Rheine – Münster (Westf) – Recklinghausen – Oberhausen – Duisburg – Düsseldorf – Köln        | einzelne Züge |
| IC 56                       | Norddeich Mole – Norddeich – Norden – Emden – Leer (Ostfriesl) – Oldenburg – Bremen – Hannover – Braunschweig – Magdeburg –                                                                       | Halle – Leipzig (– Dresden) | einzelne Züge |
| IC 56                       | Norddeich Mole – Norddeich – Norden – Emden – Leer (Ostfriesl) – Oldenburg – Bremen – Hannover – Braunschweig – Magdeburg –                                                                       | Potsdam – Berlin – Cottbus | einzelne Züge |
| ICE 47                      | Norddeich Mole – Norden – Emden – Rheine – Münster (Westf) – Wanne-Eickel – Gelsenkirchen – Duisburg – Düsseldorf – Köln Messe/Deutz – Siegburg/Bonn – Frankfurt Flughafen – Mannheim – Stuttgart | Norddeich Mole – Norden – Emden – Rheine – Münster (Westf) – Wanne-Eickel – Gelsenkirchen – Duisburg – Düsseldorf – Köln Messe/Deutz – Siegburg/Bonn – Frankfurt Flughafen – Mannheim – Stuttgart | ein Zugpaar   |
| Stand: Fahrplanjahr 2024/25 | | |               |

### SPNV
Es verkehrt die Regionalexpress-Linie RE1 von Norddeich Mole kommend bis nach Hannover. Zusätzlich sind die IC-Linien von Norddeich Mole bis Bremen bzw. Leer für Nahverkehrstickets freigegeben.
| Linie | Linienverlauf | Takt    | Betreiber     |
| ----- | --- | ------- | ------------- |
| RE 1  | Norddeich Mole – Norddeich – Norden – Marienhafe – Emden Hbf – Leer (Ostfriesland) – Augustfehn – Westerstede-Ocholt – Bad Zwischenahn – Oldenburg (Oldb) Hbf – Hude – Delmenhorst – Bremen Hbf – Bremen-Mahndorf – Achim – Verden (Aller) – Dörverden – Eystrup – Nienburg/Weser – Neustadt a Rübenberge – Wunstorf – Hannover Hbf Stand: Fahrplanwechsel Dezember 2024 | 120 min | DB Regio Nord |

### Sonderverkehr
Der Bahnhof liegt am Beginn des westlichen Streckenabschnittes der Ostfriesischen Küstenbahn, welche über Hage, Westerende und Schloss Lütetsburg nach Dornum verläuft.

### Umsteigemöglichkeiten
Der Busbahnhof (ZOB) ist unmittelbar neben dem Bahnhofsgebäude gelegen. Von hier verkehren Regionalbuslinien, zudem befindet sich eine Bike-and-Ride-Anlage und ein Taxistand am Bahnhof.

## Sonstiges
Östlich des Bahnhofs befindet sich der 1890 erbaute, unter Denkmalschutz stehende Lokomotivschuppen, welcher heute vorrangig zum Abstellen und Warten der Sonderzüge zum Einsatz auf der Ostfriesischen Küstenbahn dient.